# Пузрин, Семён Борисович
Семён Борисович Пузрин (1915—1987) — советский конструктор крылатых ракет для подводных лодок, доцент, кандидат технических наук. Лауреат Ленинской премии.

## Биография
В 1934—1939 учился в Киевском авиационном институте.
Работал заместителем главного конструктора ОКБ-52 (ОКБ Челомея).
Руководитель проектного комплекса.
Лауреат Ленинской премии — за создание комплекса крылатых ракет П-5 для подводных лодок проекта П-613.

## Награды
Награждён орденом Ленина.
 Медалью "Серп и молот"

## Сочинения
- Эффект сглаживания функций (Оптимизация однородных процессов)/ С. Б. Пузрин. — М. : Машиностроение, 1977. — 110 с.: ил.